# Dom zu Aarhus

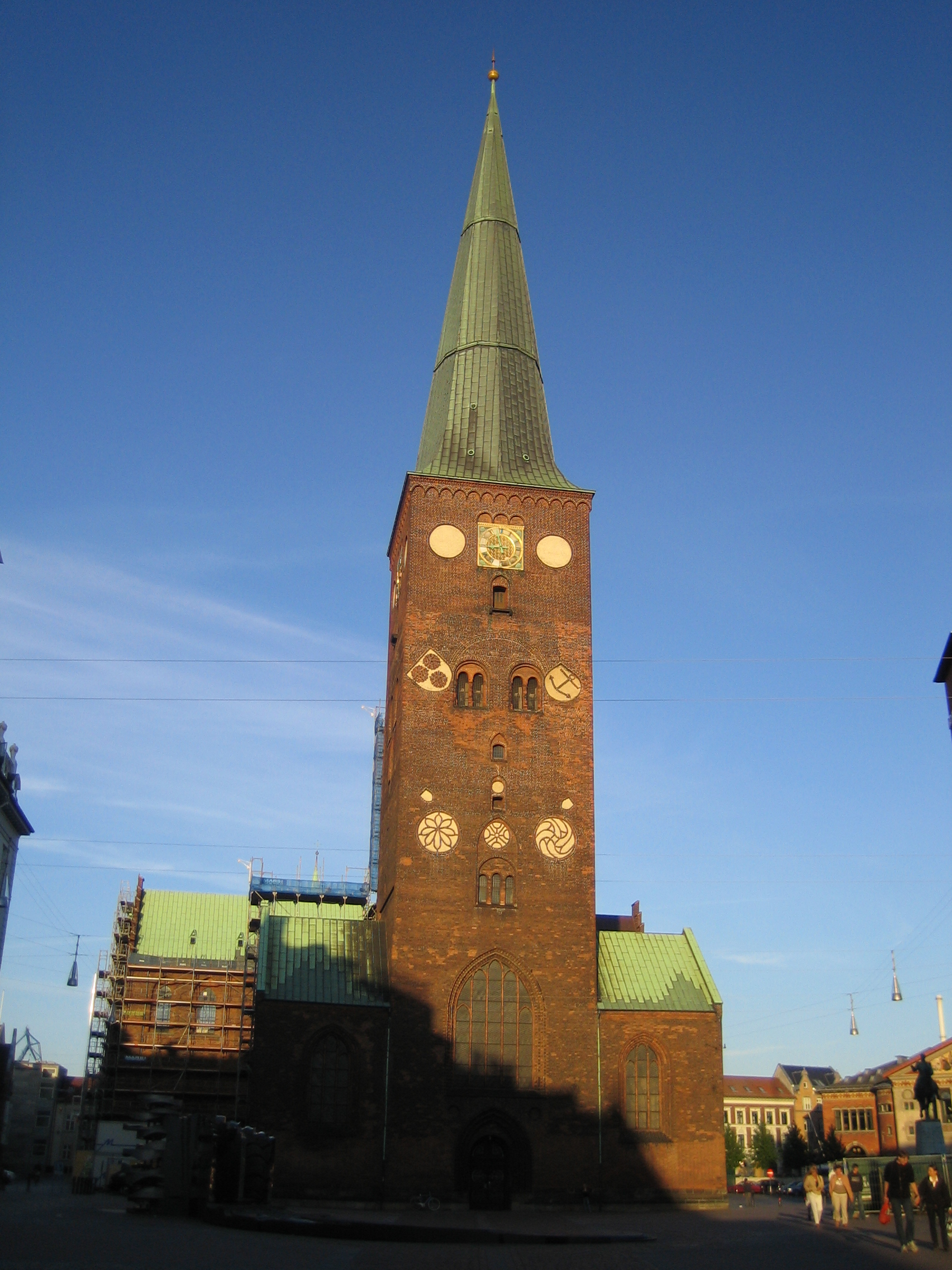
Dom zu Aarhus

Der St.-Clemens-Dom zu Aarhus (dän. Aarhus Domkirke, Skt. Clemens Kirke) ist das größte Kirchengebäude der dänischen Stadt Aarhus in Jütland. Er ist dem Patron der Seefahrer, dem heiligen Clemens, geweiht und dient dem Bistum Aarhus in der lutherischen Dänischen Volkskirche als Kathedrale.
Seit 2002 bezieht sich die amtliche dänische Höhenmessung Dansk Vertikal Reference (DVR90) auf den dänischen Normalhöhenpunkt im Dom: Er wurde auf 5,570 m definiert.

## Geschichte
Die erste Kirche von Aarhus wurde um ca. 900 aus Holz errichtet. Sie war die erste Kathedrale des Bistums Aros (heutiges Aarhus) und dem Heiligen Nikolaus geweiht. Das Bistum wurde um 1060 als Tochterbistum von Viborg gegründet. Der zweite Dom wurde in der Nähe des heutigen ab 1102 unter Bischof Ulfketil ebenfalls als Holzkirche errichtet, und verwahrte die Reliquien des heiligen Clemens, Bischof von Rom und Patron der Seefahrer, was ihn in Skandinavien besonders beliebt machte.
Mit dem Bau der heutigen Kirche wurde durch Bischof Peder Vognsen um 1200 begonnen. Er stiftete auch die Domschule, noch bevor der Dombau vollendet war. Im Jahr 1300 wurde der romanische Backsteinbau fertiggestellt. Der Bischofsstuhl wurde aus der Frauenkirche (dän. Vor Frue Kirke) in den Dom überführt.
1330 brannten Dom und Stadt nieder, der Wiederaufbau wurde über 100 Jahre lang nicht in Angriff genommen. Zu dieser Zeit hatte die Gotik Dänemark erreicht. Wiederaufbau und Vergrößerung des Doms begannen 1449 und konnten 1500 vollendet werden. Heute bietet das Gebäude Platz für 1.200 Menschen.
Die Reformation setzte ab 1524 unter Hans Tausen ein, die Lesung der Liturgie erfolgte fortan auf Dänisch. Die Reformation konnte in Aarhus schnell Fuß fassen, obwohl der Bischof Widerstand gegen die Änderungen leistete. Der Reichsrat hatte die Wahl Christians III. zum dänischen König 1533 nicht akzeptiert, was zu der zweijährigen Grafenfehde mit etlichen Gefangennahmen katholischer Bischöfe führte. Aarhus’ Bischof Ove Bille wurde im Sommer 1536 eingekerkert. Im selben Jahr wurde die Reformation offiziell eingeführt.
Bei einem Blitzeinschlag 1642 ging der Turm in Flammen auf und wurde nahezu komplett zerstört. Die Schäden im Innenraum des Doms waren hingegen nur minimal. Erst Ende der 1920er Jahre wurde der Turm restauriert und 1931 auf seine heutige Höhe von 96 Metern aufgestockt.

## Bauwerk
Der Dom ist 93 Meter lang und 96 Meter hoch, er ist damit die sowohl längste als auch höchste Kirche Dänemarks. Bemerkenswert an der Ausstattung des Doms sind der Hochaltar von Bernt Notke und die barocken Grabmale des flämischen Bildhauers Thomas Quellinus.
Im Glockenturm hängen acht Glocken, die älteste („Martinus“) stammt aus dem 13. Jahrhundert. Beim Blitzeinschlag 1642 wurden nicht nur der Turm, sondern auch einige Glocken beschädigt.

## Innenraum und Ausstattung

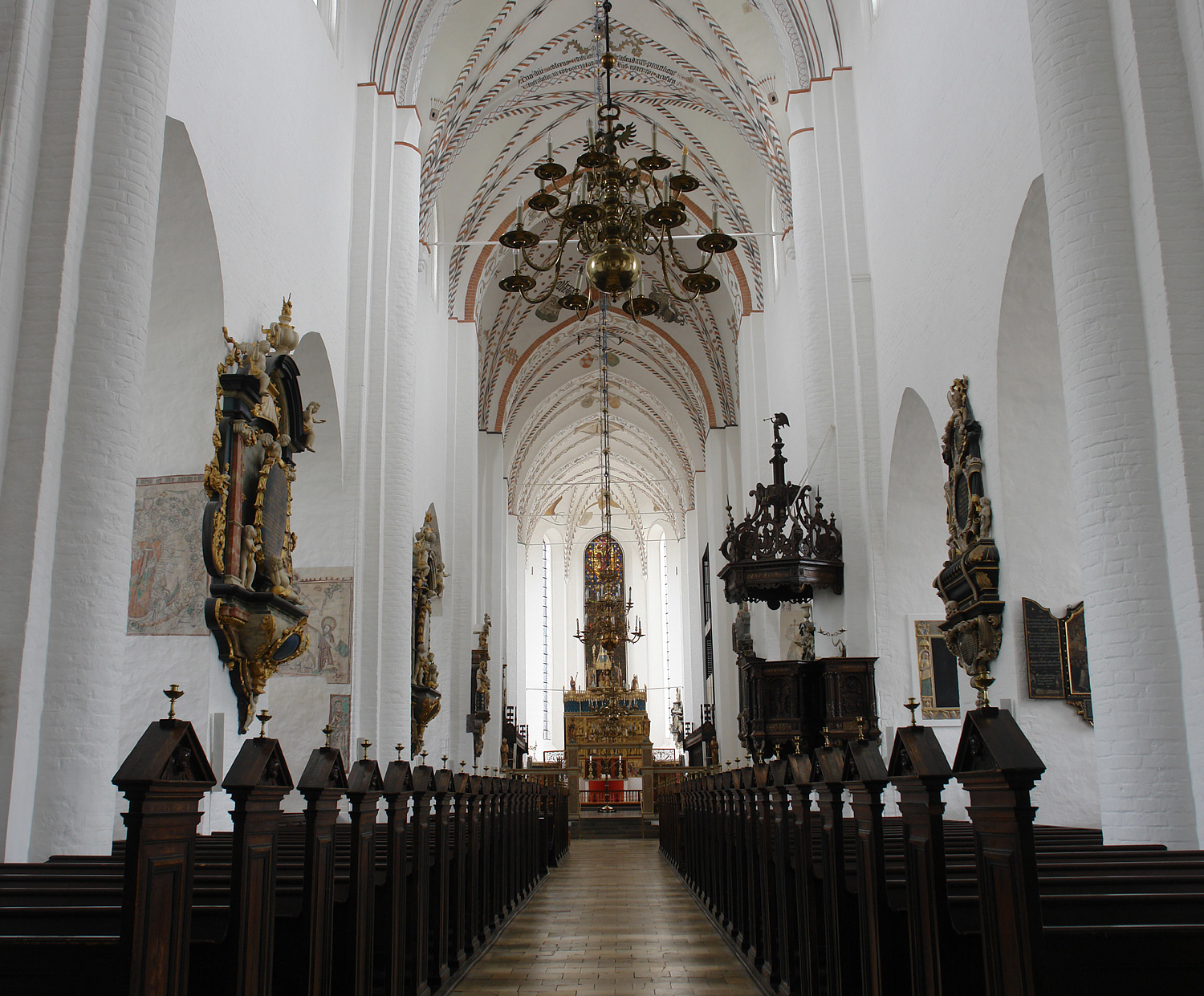
Innenraum

Der Innenraum ist auf über 220 m² mit Fresken bemalt, die überwiegend aus der Zeit zwischen 1470 und 1520 stammen. Bis zur Reformation war nahezu die gesamte Kirche mit Fresken ausgemalt. Auch wenn viele Freskogemälde der Reformation zum Opfer fielen, besitzt der Dom immer noch mehr Fresken als jede andere Kirche Dänemarks. Das älteste Gemälde stammt jedoch noch aus dem alten Dom. Das romanische Gemälde im Nordwesten ist das so genannte „Lazarusfenster“ und wurde um 1300 gemalt. Einige Gemälde, wie die des Heiligen Christophorus und des heiligen Klemens, sind die größten Bildnisse des Landes. Weitere Freskengemälde haben den Heiligen Michael und den Heiligen Georg mit dem Drachen zum Thema.
Der Dom hat nur ein Buntglasfenster, das jedoch erst 1926 vom norwegischen Künstler Emmanuel Vigeland gestaltet wurde. Es ist mit 14 Metern Höhe das größte Glasfenster in Dänemark. Das Fenster stellt drei Ereignisse dar: Unten liegt Christus in seinem Grab am Berg Golgatha, in der Mitte ist der gekreuzigte Heiland zu sehen und oben steht Christus im goldenen Licht.

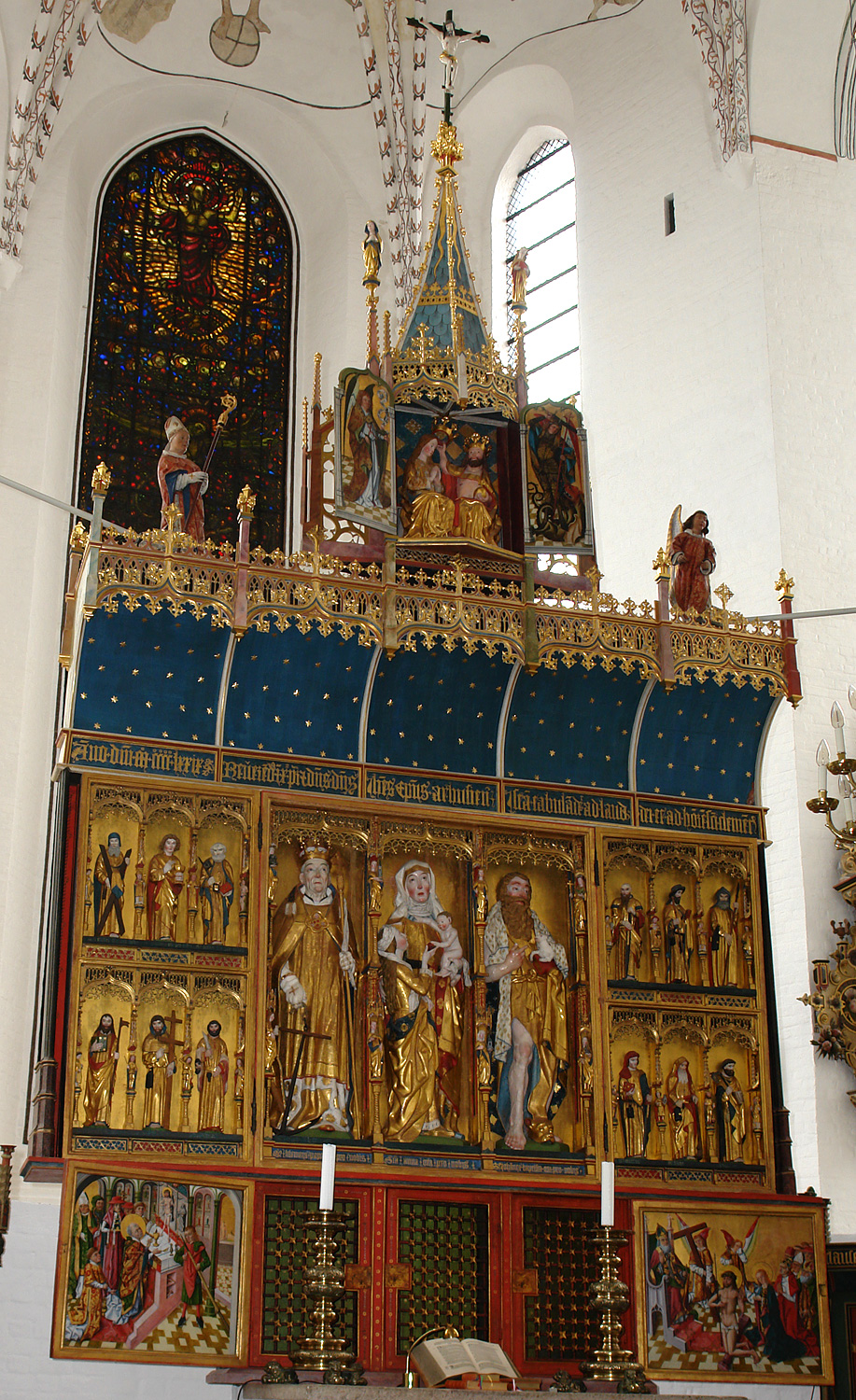
Altar

Der Altar wurde vom Lübecker Bildhauer Bernt Notke geschnitzt und am Ostersonntag 1479 geweiht. Er gehört zu Dänemarks Nationalschätzen.
Die Eichenholzkanzel wurde 1588 von Michael von Groningen geschaffen und zeigt Szenen aus dem Alten und dem Neuen Testament.
Das Taufbecken wurde 1481 vom Flensburger Glockengießer Peter Hansen aus Bronze geschaffen. Es war ein Geschenk von Bischof Jens Iversen Lange, der bereits zwei Jahre vorher auch den Hochaltar gestiftet hatte. Der Sockel zeigt die vier Evangelisten; sie werden als Menschen, aber mit den Köpfen der ihnen zugeordneten Tiere dargestellt: Johannes mit Adlerkopf, Markus mit Löwenkopf, Lukas mit einem Stierkopf, Matthäus ist der einzige, der mit dem Kopf eines Menschen (bzw. Engels) dargestellt ist. Außerdem zeigt das Taufbecken Szenen aus dem Leben von neun Aposteln und aus dem Leben Christ: Taufe, Kreuzigung, Tag des Jüngsten Gerichts und Krönung Mariens. Die weiteren Reliefs sind nicht mehr zu identifizieren.

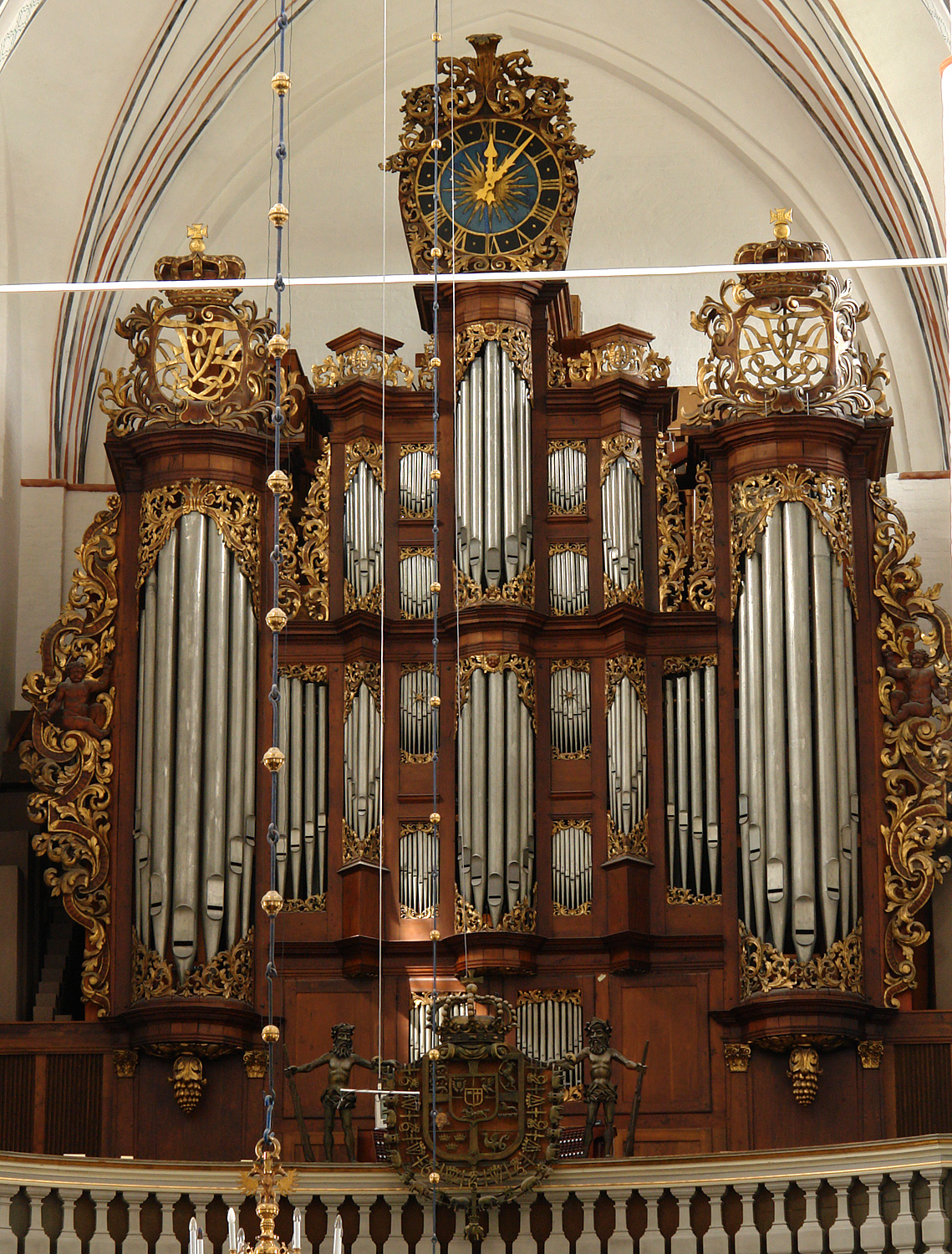
Orgelprospekt

Die Hauptorgel wurde um 1730 vom Orgelbauer Lambert Daniel Kastens, ein Schüler Arp Schnitgers, gefertigt. Sie wurde diverse Male restauriert, vergrößert und auf den neuesten Stand der Technik gebracht. Eine erhebliche Erweiterung erfolgte 1928. Die Register stammen überwiegend von der Firma Th. Frobenius & Söhne und wurden zwischen 1928 und 2001 gefertigt. Von 2018 bis 2020 wurde die Orgel grundlegend instand gesetzt. Mit 89 Registern ist sie die größte Kirchenorgel Dänemarks. Das Gehäuse der Orgel ist im Stil des Barock gehalten.
| I Hauptwerk C– |        |
| Principal      | 16′    |
| Gedakt         | 16′    |
| Principal      | 8′     |
| Spidsfløjte    | 8′     |
| Gedakt         | 8′     |
| Viola da Gamba | 8′     |
| Oktav          | 4′     |
| Spidsfløjte    | 4′     |
| Quint          | 2 ⁄3′  |
| Superoktav     | 2′     |
| Terts          | 1 3⁄5′ |
| Mixtur VI      |        |
| Cymbel IV      |        |
| Trompet        | 16′    |
| Trompet        | 8′     |
| Clairon        | 4′     |

| II Positiv C–   |       |
| Gedackt         | 16′   |
| Principal       | 8′    |
| Rørfløjte       | 8′    |
| Quintatøn       | 8′    |
| Octav           | 4′    |
| Gedaktfløjte    | 4′    |
| Octav           | 2′    |
| Blokfløjte      | 2′    |
| Larigot         | 1 ⁄3′ |
| Octav           | 1′    |
| Sesquialtera II |       |
| Scharf IV       |       |
| Dulcian         | 16′   |
| Trompet         | 8′    |
| Krumhorn        | 8′    |
| Skalmej         | 4′    |

| III Schwellwerk C– |     |
| Bordun             | 16′ |
| Principal          | 8′  |
| Rørgedackt         | 8′  |
| Flûte harm.        | 8′  |
| Salicional         | 8′  |
| Vox celeste        | 8′  |
| Violinprincipal    | 4′  |
| Tværfløjte         | 4′  |
| Fugara             | 4′  |
| Octavfløjte        | 2′  |
| Cornet II          |     |
| Mixtur V           |     |
| Fagot              | 16′ |
| Trompette harm.    | 8′  |
| Obo                | 8′  |
| Clairon            | 4′  |

| IV Echowerk C– |        |
| Hulfløjte      | 8′     |
| Spidsgamba     | 8′     |
| Unda maris     | 8′     |
| Principal      | 4′     |
| Fløjte         | 4′     |
| Nasat          | 2 ⁄3′  |
| Nathorn        | 2′     |
| Spidsfløjte    | 2′     |
| Terz           | 1 3⁄5′ |
| Sivfløjte      | 1′     |
| Mixtur IV      |        |
| Cor anglais    | 8′     |
| Vox humana     | 8′     |
| Tremulant      |        |

| IV Kronpositiv C– |       |
| Tectus            | 8′    |
| Rørfløjte         | 4′    |
| Principal         | 2′    |
| Spidsquint        | 1 ⁄3′ |
| Skalmeje          | 8′    |

| Pedal C–  |         |
| Bordunbas | 32′     |
| Principal | 16′     |
| Subbas    | 16′     |
| Gedaktbas | 16′     |
| Violone   | 16′     |
| Rørquint  | 10 2⁄3′ |
| Octav     | 8′      |
| Gedakt    | 8′      |

| (Fortsetzung) |    |
| Violoncello   | 8′ |
| Octav         | 4′ |
| Træfløjte     | 4′ |
| Quintatøn     | 4′ |
| Hulfløjte     | 2′ |
| Flautino      | 1′ |
| Septima III   |    |
| Mixtur IV-VI  |    |

| (Fortsetzung)  |     |
| Contrabombarde | 32′ |
| Bombarde       | 16′ |
| Basun          | 16′ |
| Fagot          | 16′ |
| Basun          | 8′  |
| Serpent        | 8′  |
| Trompet        | 4′  |
| Regal          | 2′  |

Die Goldene Tür ist eines von fünf Gittern, die den Chor vom Langhaus trennt. Sie ist mehr als Mahnung als wirkliche Trennung zu verstehen, denn vor einigen Jahrhunderten wurden der Klerus und das gemeine Volk innerhalb der (katholischen) Kirche getrennt. Die Gitter stammen vom deutschen Kaspar Fincke.

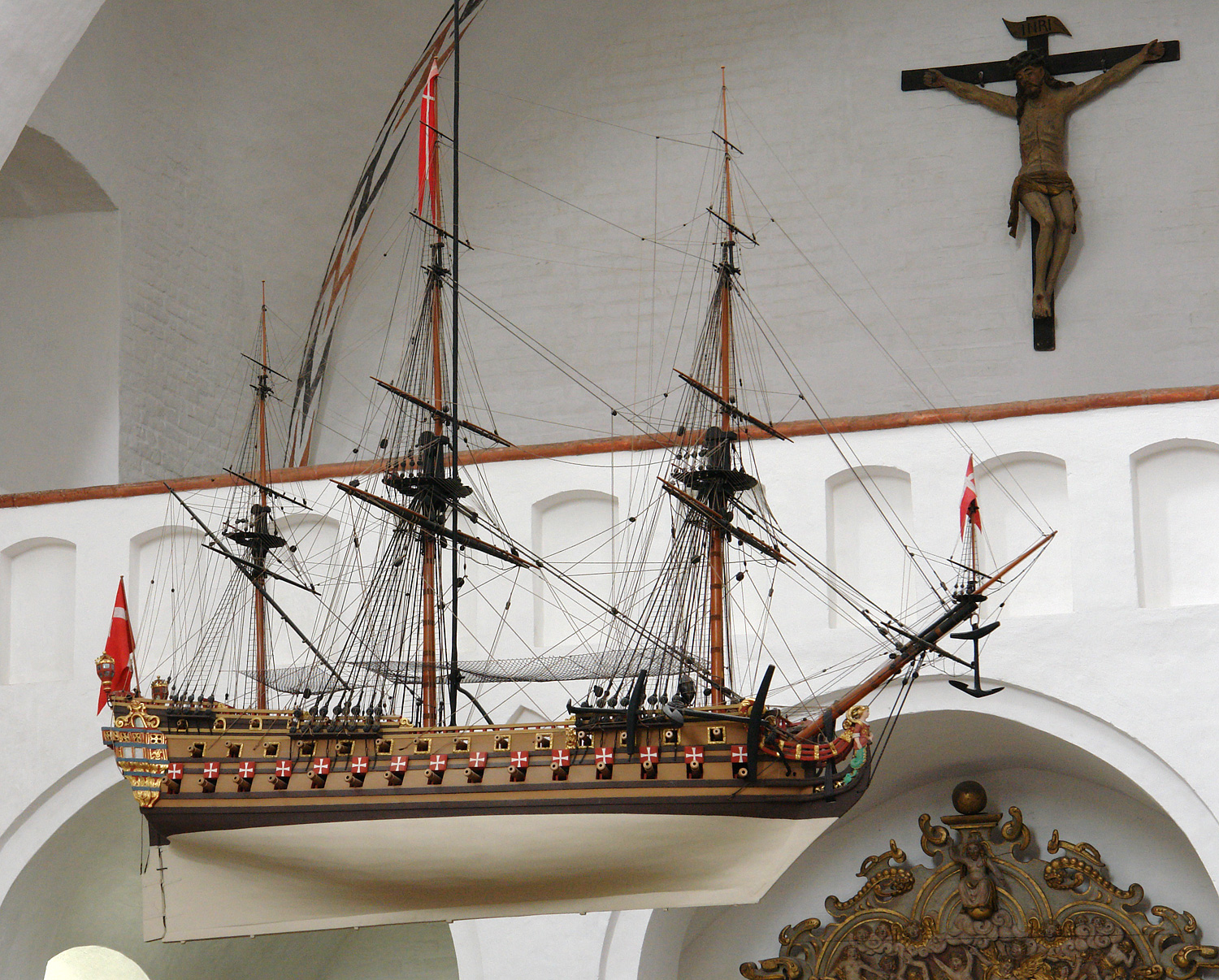
Schiff

Wie in vielen anderen Kirchen Dänemarks hängt ein Modellschiff unter der Vierung als Erinnerung an Zeiten, als Dänemark noch eine Seemacht war. Das Schiff trägt den Namen „Enigheden“ (deutsch: „Einigkeit“) und wurde wahrscheinlich in den Niederlanden gefertigt. Der russische Zar Peter der Große ließ in den Niederlanden Modellkriegsschiffe anfertigen. Auf dem Weg nach Russland geriet das Transportschiff bei Skagen in einen Sturm, das Modellschiff konnte jedoch gerettet werden. Einige Fischer erwarben das Modell und boten es der Domkirche als Votivgabe an. Das Schiff ist 2,65 Meter lang und 3,50 Meter hoch, womit es das größte Schiff in einer dänischen Kirche ist.
Der Dom beherbergt mehrere Kapellen und Gräber, vorwiegend im romanischen und barocken Stil, und etliche Denkmäler. Die bedeutendste Kapelle ist die der Familie Marcelis, die vom flämischen Bildhauer Thomas Quellinus ausgestaltet wurde. Der Altar der Kapelle ist einer der bedeutendsten Altäre seiner Art in Dänemark.
Die Krypta des Doms beherbergt die Überreste von tausenden Dänen aus allen Schichten der Gesellschaft.